# Elizabeth Carter

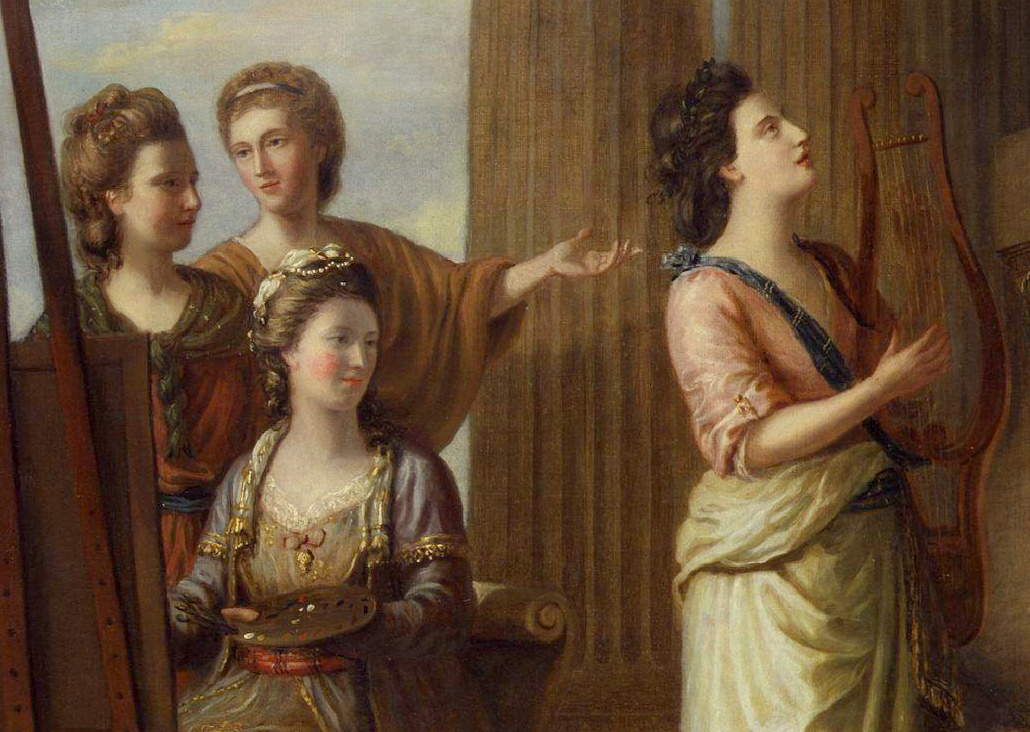
Elizabeth Carter (extrem esquerre), en companyia d'altres sòcies de les «Mitges Blaves» per Richard Samuel en Les nou muses vivents de Gran Bretanya. Galeria del Retrat nacional, Londres

Elizabeth Carter (Deal, Kent, 16 de desembre de 1717-19 de febrer de 1806) va ser una poeta anglesa, classicista, escriptora, traductora, i una membre de la Societat de les Mitges Blaves (Blue Stockings Society).

## Biografia
Nascuda a Deal, Kent, Elizabeth Carter era la filla d'un clergue, la parròquia del qual estava a la ciutat –la casa familiar encara pot veure's en l'encreuament de South Street amb Middle Street, proper al passeig marítim–. Animada pel seu pare a estudiar, va aprendre llengües modernes i antigues (incloent llatí, grec, hebreu i àrab) i ciències.
Carter va traduir a l'anglès Examen de l'essai de Monsieur Pope sur l'homme (Examination of Mr Pope's "An Essay on Man", dos volums, 1739) de Jean-Pierre de Crousaz, Newtonianism per le donne (Newtonianisme per a dones) de Francesco Algarotti i va escriure un volum petit de poemes. No obstant això, el seu lloc en el panteó de dones escriptores del segle xviii estava assegurat per la seva traducció l'any 1758 d'All the Works of Epictetus, Which are Now Extant, la primera traducció anglesa de tots els treballs coneguts del filòsof estoic grec Epictet. Amb aquest treball va aconseguir el seu nom i fortuna, assegurant-se l'espectacular suma de 1.000 lliures en subscripcions.

## Cercle
Carter era amiga de Samuel Johnson, i la va ajudar amb algunes edicions en el seu periòdic The Rambler. Entre les seves amistats va comptar amb molts homes eminents, així com confidents properes com Elizabeth Montagu, Hannah More, Hester Chapone, i moltes altres membres de la Societat de les Mitges Blaves (Blue Stockings Society). Anne Hunter, una poeta menor, i Mary Delany van ser també amigues íntimes.
Apareix en el gravat (1777) i en la pintura (1778) de The Nine Living Muses of Great Britain (Les nou muses vivents de Gran Bretanya) realitzada per Richard Samuel, però les figures en la pintura estan tan idealitzades que no es va sentir identificada ni va reconèixer cap dels personatges de l'obra.